# Mingau pitinga
Mingau pitinga é um prato das culinárias pernambucana e alagoana, de origem indígena, tendo como principal ingrediente a mandioca.
Fazia parte da culinária servida na quaresma, por satisfazer o preceito católico de abstinência de carne.

## Etimologia
Mingau é a denominação de vários cremes de baixa consistência.
O nome 'pitinga vem do tupi ape 'tinga (coisa branca)

## Ingredientes
O principal ingrediente é a massa puba, que é produzida a partir da mandioca mantida submersa em água por alguns dias, até amolecer.
A puba é dissolvida em leite de coco, com adição de água, leite de vaca, manteiga, sal e óleo.